# Копейка (деревня)
Копейка— деревня в Нижнеингашском районе Красноярского края в составе Верхнеингашского сельсовета.

## География
Находится примерно в 13 километрах по прямой на северо-запад от районного центра поселка  Нижний Ингаш.

## История
Основана в 1897 году. В 1926 году было учтено 327 жителей, преимущественно белорусов. По другим данным основание деревни относится к 1907 году (постройка хутора  Дринькова) и к 1910 году (строительство новых домов, не входящих в состав хутора). В советское время работала бригада колхоза «Маяк», ферма крупного рогатого скота.

## Климат
Климат резко континентальный с продолжительной суровой, малоснежной  зимой  и  коротким жарким  летом.  Среднегодовая  температура воздуха составляет 0-5  градусов. На  территории района преобладают ветры юго-западного направления.  Вегетационный период -146 дней.  Среднегодовое  количество  осадков  - около 494 мм,  наибольшее количество их  выпадает  в  летний  период. Устойчивый  снежный  покров  устанавливается во второй половине октября,  а  сходит  в  апреле.  

## Население
Постоянное население составляло 51 человек в 2002 году (98% русские),  11 в 2010.